# Mino, Gifu
Mino (japanska: 美濃市?, Mino-shi) är en stad i Gifu prefektur i Japan. Staden fick stadsrättigheter 1954.